# USS Saufley (DD-465)
Le USS Saufley (DD/DDE/EDDE-465) était un destroyer de classe Fletcher au service de la marine américaine, nommé en l'honneur du lieutenant Richard Saufley, (US Navy), pionnier de l'aéronautique navale.

## Construction
Le Saufley a été mis en cale le 27 janvier 1942 par le chantier naval Federal Shipbuilding and Drydock Company à Kearny dans le New Jersey ; lancé le 19 juillet 1942 ; parrainé par la veuve de Saufley, Mme Helen (O'Rear) Scruggs (fille du juge Edward C. O'Rear de Frankfort dans le Kentucky), et mis en service le 29 août 1942.

## Historique

### Seconde Guerre mondiale
Après avoir été mis à l'épreuve au nord de la Nouvelle-Angleterre, le Saufley a effectué plusieurs escortes côtières, puis s'est préparé à servir dans le Pacifique Sud. Il a quitté Norfolk le 9 novembre. Arrivé à Nouméa en Nouvelle-Calédonie, le 2 décembre, le Saufley a commencé à participer à la campagne de Guadalcanal trois jours plus tard.

#### 1943
Initialement affecté à l'escorte des renforts d'Espiritu Santo à Lunga Point, le Saufley entreprit rapidement des ratissages anti-navires dans les eaux au nord et à l'ouest de Guadalcanal et effectua des missions de bombardement côtier contre les positions ennemies sur l'île. Pendant l'évacuation de Guadalcanal par les Japonais, fin janvier et début février 1943, le Saufley opère avec la Task Force 11 (TF11). Le 19 février, il a navigué pour rejoindre d'autres unités en vue de l'opération Cleanslate, l'occupation des îles Russell.
Au cours de cette opération, le Saufley a transporté des troupes, a remorqué des péniches de débarquement jusqu'aux îles cibles et a effectué des bombardements côtiers pour soutenir les troupes lors de leur débarquement sur les îles Pavuvu et Banika le 21 février. Depuis ces îles, les avions seraient en mesure de couvrir les opérations contre Rendova.
En mars, le Saufley a repris ses fonctions d'escorte et de lutte anti-sous-marine dans le sud des îles Salomon, en Nouvelle-Calédonie et aux Nouvelles-Hébrides. Après une courte période de disponibilité à Sydney, en Australie, il retourne à Nouméa et reprend ses activités d'escorte jusqu'à la fin juin. Le 30 juin, alors que les forces alliées se déplacent vers Rendova, le Saufley bombarde les installations côtières japonaises.
En juillet et août, le Saufley participe à des opérations d'assaut contre la Nouvelle-Géorgie et à des missions d'escorte vers les Nouvelles-Hébrides et Vella Lavella. Le 31 août, il a subi des dommages mineurs, mais n'a pas été endommagé, à la suite d'un tir manqué de batteries côtières dans le "Slot" (détroit de Nouvelle-Géorgie).
À 10h11 le 15 septembre, alors que le Saufley faisait route vers Espiritu Santo en compagnie du destroyer USS Montgomery et de deux marchands, un sillage de torpilles a été aperçu. Comme l'équipement de sonorisation du Montgomery ne fonctionnait pas, le Saufley a lancé une recherche dans la direction du sillage des torpilles. Au cours des trois heures et demie suivantes, il a lancé cinq attaques distinctes de grenades sous-marines contre le sous-marin. À 14h43, le sous-marin japonais Ro-101 fait surface.
Les batteries de cinq pouces (127 mm) et les mitrailleuses du Saufley ont ouvert le feu sur la tour de contrôle du sous-marin. Un hydravion Consolidated PBY Catalina s'est approché et a largué deux grenades sous-marines. La première a manqué sa cible, mais la seconde a touché le sous-marin, qui a disparu sous la surface à 14h46. L'équipage du Saufley a alors entendu une grande explosion sous-marine et, à 17h35, une nappe de gazole recouvrait une zone de 1 mille nautique carré (3,4 km²) à la surface de l'océan, centrée autour de la position géographique de 10° 57′ S, 163° 56′ E.
Pendant le reste du mois de septembre et une bonne partie du mois d'octobre, le Saufley a été engagé dans des patrouilles nocturnes anti-barge entre Kolombangara et l'île Choiseul. Il a coulé quatre barges pendant cette période, mais a subi des dommages causés par des bombes aériennes japonaises dans la nuit du 1er octobre, ce qui a entraîné la mort de deux personnes et la blessure de onze membres d'équipage.

#### 1944
Au cours des mois de novembre et décembre 1943 et janvier 1944, le Saufley a effectué des missions d'escorte pour le renforcement de Bougainville. En février, le Saufley a participé à l'assaut sur les îles Green qui a brisé la ligne de ravitaillement japonaise Rabaul-Buka et fourni aux Alliés un autre terrain d'aviation près de Rabaul. Les patrouilles anti-sous-marines ont été suivies de missions d'appui-feu d'appel pendant l'occupation de l'île Emirau (débarquement sur Emirau). Cette action, qui a complété le "cercle autour de Rabaul", a conduit le Saufley en avril. Il était revenu dans la zone Emirau-Mussau lorsque, le matin du 7 avril, il a pris contact avec un sous-marin immergé. Quarante-cinq minutes et 18 grenades sous-marines plus tard, deux explosions sous-marines ont été entendues. En quelques heures, la zone était recouverte de pétrole. L'examen des dossiers japonais d'après-guerre a permis d'identifier le sous-marin coulé comme étant le sous-marin japonais de type J1 I-2. Après avoir réalisé des missions d'escortes dans les îles de l'Amirauté, le Saufley est retourné à Purvis Bay le 18 avril, d'où il a effectué des exercices avec la TF 38 en mai.
Le 4 mai, le destroyer a fait route vers Pearl Harbor. Arrivé le 12 mai, il repart vers l'ouest le 1er juin en tant qu'unité du Task Group 51.18 (TG 51.18), la force de réserve pour l'opération Forager, la conquête des Mariannes. Le jour J plus 1, le 16 juin, le Saufley et les autres escorteurs ont conduit leurs charges dans la zone de déchargement des transports à l'ouest de Saipan. Le Saufley a ensuite été réaffectée aux tâches d'appui-feu d'appel. Pendant le mois suivant, il a poursuivi les opérations d'appui-feu d'appel, de filtrage et de bombardement côtier dans la région de Saipan-Tinian. Le 20 juillet, le Saufley  s'est déplacé vers le sud pour l'invasion de Guam. Là, le destroyer a fourni un appui-feu d'appel pour les troupes d'assaut. Il est retourné à Tinian le 23 juillet et a soutenu les débarquements le 24 juillet. Pendant la semaine suivante, il a fourni un appui de tir et a servi de piquet radar.
Resté aux Mariannes jusqu'au 12 août, le destroyer a ensuite fait route vers la Californie, arrivant à San Francisco avec son escadron, le Destroyer Squadron 22 (DesRon 22), à la fin du mois. Les travaux de révision se poursuivent en octobre. Le 26 octobre, il fait à nouveau route vers l'ouest.
Le 17 novembre, il est arrivé à l'atoll Ulithi. Se dirigeant vers le golfe de Leyte, le Saufley s'est rapidement retrouvé engagé dans une action anti-sous-marine après s'être déplacé dans la mer des Camotes pour rechercher un sous-marin signalé dans la zone. Peu après son entrée dans la zone, le 28 novembre, le sous-marin japonais de type C2 I-46 a été repéré en surface au large de Pilar Point, sur l'île Ponson (ceb). Au cours d'une action de canon à plusieurs destructeurs impliquant le Saufley , le Renshaw, le Waller, et le Pringle,  le sous-marin a été coulé 45 minutes plus tard. On rapporte également que le I-46 aurait été coulé par le USS Gridley et le USS Helm le 28 octobre 1944.
De retour au golfe de Leyte, le Saufley a perdu un homme et subi des dommages considérables à la coque lors d'un engagement avec une attaque kamikaze le 29 novembre.

#### 1945
Après des réparations sur les îles de l'Amirauté, il se rendit au rendez-vous du 2 janvier 1945 avec la force d'attaque de Lingayen. Se déplaçant dans la mer de Sulu le 7, le Saufley a abattu un avion japonais attaquant au crépuscule du 8. Le matin du 9 janvier, la formation se tenait dans le golfe de Lingayen. Le Saufley a fourni des services de filtrage lorsque les vagues d'assaut ont débarqué dans la région de Lingayen. Le matin du 10 janvier, le Saufley a détruit un Aichi D3A "Val" qui tentait de s'écraser sur le destroyer. Le Saufley a appareillé le 12 janvier pour retourner au golfe de Leyte. Du golfe de Leyte, il a escorté un convoi jusqu'à Morotai et est revenu le 26 janvier. Faisant route vers Luçon, le Saufley est arrivé au large de Nasugbu pour soutenir le débarquement le 31 janvier. Le 1er février, il a coulé un bateau japonais qui attaquait. Il a ensuite commencé à appuyer les tirs d'appel qui ont duré quatre jours. Le Saufley a ensuite mis le cap sur Subic Bay.
Le reste du mois de février et la majeure partie du mois de mars ont été consacrés à des opérations de soutien dans les régions de la baie de Manille et de Mindoro. Le Saufley a participé à des opérations amphibies à Sanga-Sanga (du 31 mars au 4 avril) et à Jolo (du 8 au 11 avril) où il a servi de navire-amiral, de navire de dépistage et de navire d'appui-feu d'appel.
Au cours des deux mois suivants, le Saufley a été engagé dans des tâches d'escorte. Il a participé à l'assaut contre Balikpapan à Bornéo, le 1er juillet. Le destroyer est retourné à Morotai le 22 juillet. Il a effectué des travaux d'escorte entre le golfe de Leyte et Ulithi jusqu'à la fin des hostilités à la mi-août.
Au début de septembre 1945, le Saufley s'est déplacé jusqu'aux îles Ryūkyū, puis s'est rendu sur la côte chinoise. Il a participé à des opérations de dragage de mines dans la région du delta du Yangzi Jiang. Le destroyer est resté au large de la côte chinoise jusqu'à son départ pour la maison le 12 novembre. Arrivé à San Diego à la fin de l'année, le Saufley a poursuivi sa route vers la côte est à la mi-janvier 1946. En février, il subit des réparations au chantier naval de New York. Au début du mois de mars, le Saufley se dirige vers le sud, à Charleston, pour être mis hors service.

### Service d'après-guerre
Désarmé le 12 juin 1946, le Saufley est resté dans la flotte de réserve pendant un peu plus de trois ans. Redésigné DDE-465 le 15 mars 1949, il est remis en service le 15 décembre 1949 et affecté au 2e escadron de destroyers d'escorte (Escort Destroyer Squadron 2 - CortDesRon 2) de la flotte de l'Atlantique (Atlantic Fleet). En moins d'un an, il a participé à deux opérations de recherche et de sauvetage. La première, en juin 1950, consistait à sauver 36 passagers d'un avion de ligne abattu lors d'un vol Puerto Rico-New York. La seconde, en octobre, était le sauvetage d'un pilote de Grumman TBF Avenger "TBM" de la Marine affecté au porte-avions d'escorte USS Palau.
Le 1er janvier 1951, le destroyer d'escorte est reclassé dans la catégorie des destroyers d'escorte expérimentaux, EDDE-465, et affecté à des travaux expérimentaux sous le contrôle du commandant de la Force de développement opérationnel (Commander, Operational Development Force). Unité de la division de destroyers 601 (Destroyer Division 601 - DesDiv 601), il était basé à la station navale de Key West (NAVSTA Key West), en Floride. Pendant les douze années suivantes, il a été principalement engagé dans le test et l'évaluation de l'équipement sonar et des armes de guerre anti-sous-marine, ainsi que de leurs effets sur l'habitabilité du navire.
Le 1er juillet 1962, le Saufley a été redésigné comme un destroyer polyvalent et a retrouvé sa désignation originale de 'DD-465. À la fin du même mois, il a participé au tournage du film PT 109. En septembre, il a repris ses activités d'essai et d'évaluation. Fin octobre, il est mis en attente et, après la proclamation de la quarantaine cubaine dans le cadre de la crise des missiles cubains, il commence à patrouiller au large de la Floride. Il a poursuivi ce service jusqu'au 20 novembre, puis est retourné à NAVSTA Key West. Le 26 novembre, il a participé à une revue de la force de quarantaine par le président John F. Kennedy.
Pendant les deux années suivantes, le Saufley a poursuivi ses projets expérimentaux, n'interrompant ces opérations que pour des exercices programmés, des tâches de navire-école sonar et, au printemps 1963, une assistance dans la recherche du sous-marin d'attaque à propulsion nucléaire USS Thresher.
Renvoyé à la station navale de Norfolk (Naval Station Norfolk), en Virginie, à l'automne 1964, le Saufley a été mis hors service le 29 janvier 1965 et rayé du registre des navires de la marine (Naval Vessel Register) le 1er septembre 1966. Son utilisation en tant que navire expérimental s'est toutefois poursuivie. En 1967, des instruments et des jauges permettant d'enregistrer la déformation et la contrainte d'explosions successives sont installés et, le 20 février 1968, à la suite d'essais, il est coulé au large de Key West par la position géographique de 24° 26,942′ N, 81° 34,974′ O.

## Récompenses
Le Saufley a reçu seize (16) étoiles de combat (Battle Stars) pour son service pendant la Seconde Guerre mondiale, ce qui en fait l'un des navires américains les plus décorés de la Seconde Guerre mondiale.

## Source
- (en) Cet article est partiellement ou en totalité issu de l’article de Wikipédia en anglais intitulé « USS Saufley » (voir la liste des auteurs).